# The Mystery of the Landlady's Cat
The Mystery of the Landlady's Cat è un cortometraggio muto del 1914 diretto da W.P. Kellino.

## Trama
Il gatto della padrona di casa è morto e un detective si traveste per scoprire chi è stato.

## Produzione
Il film fu prodotto dalla EcKo.

## Distribuzione
Distribuito dall'Universal Pictures, il film - un cortometraggio di 191 metri - uscì nelle sale cinematografiche britanniche nel settembre 1914.